# Pacificagrion lachrymosa
Pacificagrion lachrymosa – gatunek ważki z rodziny łątkowatych (Coenagrionidae). Endemit samoańskiej wyspy Upolu.